# 科克代尔 (丹麦)
科克代爾（丹麥語：Kokkedal，丹麥語發音：[ˈkʰʌkəˌtɛˀl]）是丹麥西蘭島的一座城市，弗雷登斯堡自治市的首府，也是赫斯霍尔姆市區北部的居民點，位于尼沃和赫斯霍爾姆之间，哥本哈根以北30公里。2007年以前，科克代爾曾經是Karlebo Kommune的行政中心所在地。